# Necronomicon : L'Aube des ténèbres
Pour les articles homonymes, voir Necronomicon (homonymie).
Necronomicon : L'Aube des ténèbres, aussi appelé Necronomicon : The Dawning of Darkness, est un jeu vidéo d'aventure de type point and click sorti en 2000 sur Windows et PlayStation. Il est développé et édité par Wanadoo en Europe et Cryo Interactive en Amérique du Nord. Le jeu s'inspire de la nouvelle L'Affaire Charles Dexter Ward de H. P. Lovecraft et de son univers.

## Trame
Le jeu se déroule en 1927, où la vie ordinaire de William H. Stanton est affectée par des questions occultes et des vérités plus sombres sur notre monde.
Le jeu commence dans la maison de William Stanton à Providence, Rhode Island, où il est surpris par un coup frappé à sa porte. En ouvrant la porte, William découvre qu'il s'agit de son ami Edgar, qui agit de manière suspecte. Il donne à William une pyramide métallique et lui dit de ne la donner à personne, y compris à lui, surtout s'il la demande. Après être retourné à l'intérieur, on frappe à nouveau à la porte. Cette fois, c'est le docteur Egleton, un ami du père d'Edgar. Il demande à William de rendre bientôt visite à Edgar chez lui afin qu'il puisse l'aider à décider si oui ou non Edgar doit être interné pour aliénation mentale.
Le jeu reprend alors et le joueur doit résoudre une série d'énigmes et interroger des personnes louches pour découvrir ce qui se passe, et découvrir la vérité sur l'horrible destin qui a frappé Edgar.

## Système de jeu
Dans Necronomicon : L'Aube des ténèbres, le joueur incarne William H. Stanton, un jeune investigateur naïf qui va vite découvrir la vie de son étrange ami, plus terrifiant et angoissant qu'il ne le paraît.